# 杭爱龙蒿
杭爱龙蒿（学名：[Artemisia dracunculus var. changaica] 错误：{{Lang}}：文本有斜体标记（帮助））为菊科蒿属下的一个变种。